# Zdenko Škreb
Zdenko Škreb (Zagabria, 20 settembre 1904 – Novi, 26 settembre 1985) è stato uno storico della letteratura e teorico della letteratura croato.

## Biografia
Si laureò in germanistica e romanistica alla Facoltà di Filosofia dell'Università di Zagabria nel 1927 e nel 1931 conseguì il dottorato con una tesi sugli epigrammi di Grillparzer. Fu impiegato come insegnante di scuola superiore, poi come docente di lingua tedesca e professore di letteratura tedesca presso la Facoltà di Filosofia di Zagabria. Fu membro ordinario dell'Accademia Jugoslava delle Scienze e delle Arti dal 1977 e membro corrispondente dell'Accademia austriaca delle scienze dal 1972. Ricevette il premio alla carriera nel 1978. 
Il suo interesse scientifico si è concentrato sulle interpretazioni di opere di scrittori croati: August Šenoa, Vladimir Vidrić, Dobriša Cesarić, Silvije Strahimir Kranjčević, Tin Ujević, ma anche di autori tedeschi e austriaci (Franz Grillparzer, Johann Wolfgang von Goethe, Thomas Mann) e uno studio comparativo della letteratura croata e tedesca intitolato Tragovi njemačke poezije u Šenoinim stihovima ("Tracce di poesia tedesca nei versi di Šenoa", 1952). Affidò in particolare alla scienza letteraria croata il lancio della rivista Umjetnost riječi (1957), in cui il testo letterario iniziò a essere studiato in modo autonomo, in gran parte sotto l'influenza della cosiddetta teoria dell'interpretazione di Wolfgang Kayser ed Emil Staiger. Nel contesto croato, aprì una discussione sulla correlazione di stili e periodi letterari con il trattato Stilovi i razdoblja ("Stili e periodi", con Aleksandar Flaker, 1964), e fu tra i primi ad affrontare i problemi della scienza letteraria e della terminologia letteraria con il trattato Studij književnosti ("Studi di letteratura", 1976), e successivamente gli aspetti storici e sociali della letteratura della cosiddetta letteratura triviale e del romanzo poliziesco con il trattato Književnost i povijesni svijet ("Letteratura e mondo storico"). Con Fran Petrè, e successivamente con Ante Stamać, curò le prime tre edizioni della raccolta Uvod u književnost ("Introduzione alla letteratura", 1961, 1969, 1983), uno dei testi di base per lo studio della letteratura nelle università croate.
Fu insignito del Premio Herder nel 1983.